# Anotylus niger
Anotylus niger är en skalbaggsart som först beskrevs av Leconte 1877.  Anotylus niger ingår i släktet Anotylus och familjen kortvingar. Inga underarter finns listade i Catalogue of Life.